# Andrzej Wajda
Andrzej Witold Wajda (['andʒei 'vajda]; n. 6 martie 1926, Suwałki, voievodatul Białystok⁠(d), Polonia – d. 9 octombrie 2016, Varșovia, Polonia) a fost un regizor polonez, co-fondator al școlii poloneze de film. Laureat al Premiului Oscar de Onoare (1999) pentru întreaga sa carieră, cavaler al Ordinului Vulturul Alb al Poloniei (2011) și comandor al Legiunii de Onoare franceze (2001).
Între 1 ianuarie 1972 și mai 1983 a condus ca director artistic studioul de film Zespół Filmowy „X”.

## Filmografie selectivă
- 1951 Ceramica de Iłżecką (Ceramiką iłżecką)
- 1955 Generație (Pokolenie), filmul de debut al regizorului
- 1956 Drumul spre soare (Idę do słońca)
- 1957 Canalul (Kanał)
- 1958 Cenușă și diamant (Popiół i diament)
- 1959 Lotna (Lotna)
- 1960 Fermecătorii inocenți (Niewinni czarodzieje)
- 1961 Lady Macbeth din Siberia (Sibirska Ledi Magbet)
- 1961 Samson
- 1962 Dragostea la 20 de ani (L’Amour à vingt ans)
- 1965 Cenușa (Popioły)
- 1969 Totul de vânzare (Wszystko na sprzedaż)
- 1969 Vănătoare de muște (Polowanie na muchy)
- 1970 Pădurea de mesteceni (Brzezina)
- 1970 Peisaj după bătălie (Krajobraz po bitwie)
- 1971 Pilat și ceilalți (Piłat i inni) – film TV
- 1972 Nunta (Wesele)
- 1974 Pământul făgăduinței (Ziemia obiecana)
- 1976 Conul de umbră (Smuga cienia)
- 1976 Omul de marmură (Człowiek z marmuru)
- 1978 Fără anestezie (Bez znieczulenia)
- 1979 Dirijorul (Dyrygent)
- 1979 Domnișoarele din Wilko (Panny z Wilka)
- 1981 Omul de fier (Człowiek z żelaza)
- 1982 Danton
- 1985 Cronica adolescenților (Kronika wypadków miłosnych)
- 1988 Demonii (Biesy / Les Possédés)
- 1990 Korczak
- 1992 Inelul cu blazon (Pierścionek z orłem w koronie)
- 1994 Nastazja
- 1995 Săptămâna mare (Wielki tydzień)
- 1996 Domnișoara Nimeni (Panna Nikt)
- 1999 Pan Tadeusz
- 2007 Katyń

## Premii
- Patru dintre filmele sale au fost nominalizate la Oscar pentru cel mai bun film străin: Țara promisă (Ziemia Obiecana), în 1975, Domnișoarele din Wilko (Panny z Wilka), în 1979, Omul de fier (Człowiek z żelaza), în 1981 și Katyń, în 2007.
- 1981: Premiul Palme d'Or, la Festivalul de film de la Cannes (1981), pentru filmul Omul de fier.
- 1980: Filmul Dirijorul (Dyrygent, cunoscut și ca The Conductor) a fost distins cu Ursul de aur pentru cel mai bun actor (Andrzej Seweryn) la Festivalul Internațional de Film de la Berlin, ediția a XXX-a.
- 1988: Filmul Les Possédés a fost nominalizat pentru Ursul de aur, la Festivalul Internațional de Film de la Berlin, ediția a XXXVIII-a.
- 1996: Filmul Săptămâna mare (Wielki tydzień) a fost distins cu Ursul de aur pentru o contribuție artistică deosebită, la Festivalul Internațional de Film de la Berlin, ediția a XXXXVI-a.
- 1997: Filmul Miss Nobody (Panna Nikt) a obținut mențiune la Festivalul Internațional de Film de la Berlin, ediția a XXXXVII-a.

## Distincții
De-a lungul anilor a fost distins cu numeroase ordine și medalii în Polonia, Bulgaria, Estonia, Franța, Japonia, Letonia, Germania, Ucraina, Ungaria, Italia, Croația și Rusia.